# Транспорт в Греции
Гористый рельеф Греции препятствует широкому развитию транспортной сети Греции. Однако в последнее время ведется строительство нескольких новых объектов транспортной инфраструктуры, в основном с поддержкой Европейского союза:
- Железнодорожные линии на Пелопоннесе
- Автодорога Эгнатия
- Порт Игуменицы

Значительный импульс развитию транспортной инфраструктуры придало массовое строительство накануне проведения Олимпийских игр 2004 года в Афинах.

## Железные дороги

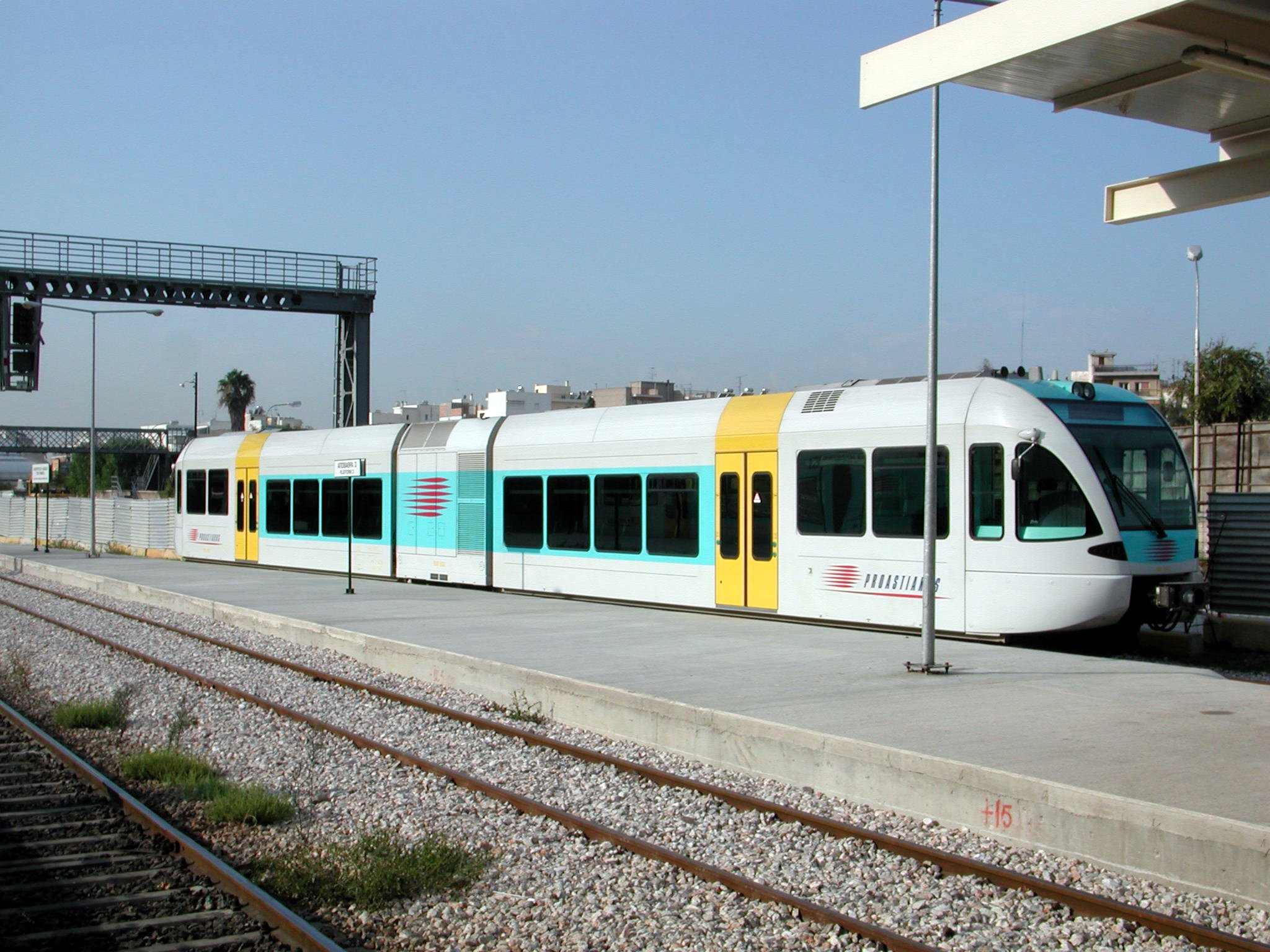
Поезд сети Проастиакос

Железные дороги страны находятся под управлением Организации железных дорог Греции. Протяжённость дорог всего: 2 571 км, из них 764 электрифицированы.
Колеи:
- нормальная колея: 1 565 км — ширина 1 435 мм
- узкая колея: 961 км — ширина 1 000 мм
- 22 км — ширина 750 мм
- двойная колея: 23 км — ширина 1 435 мм и 1000 мм

Накануне проведения в Афинах Летних Олимпийских игр 2004 года железнодорожные линии усовершенствованы и оснащены современным, быстрым подвижным составом.

## Автомобильные дороги
Всего: 117 000 км
- с покрытием: 107 406 км
- без покрытия: 9 594 км

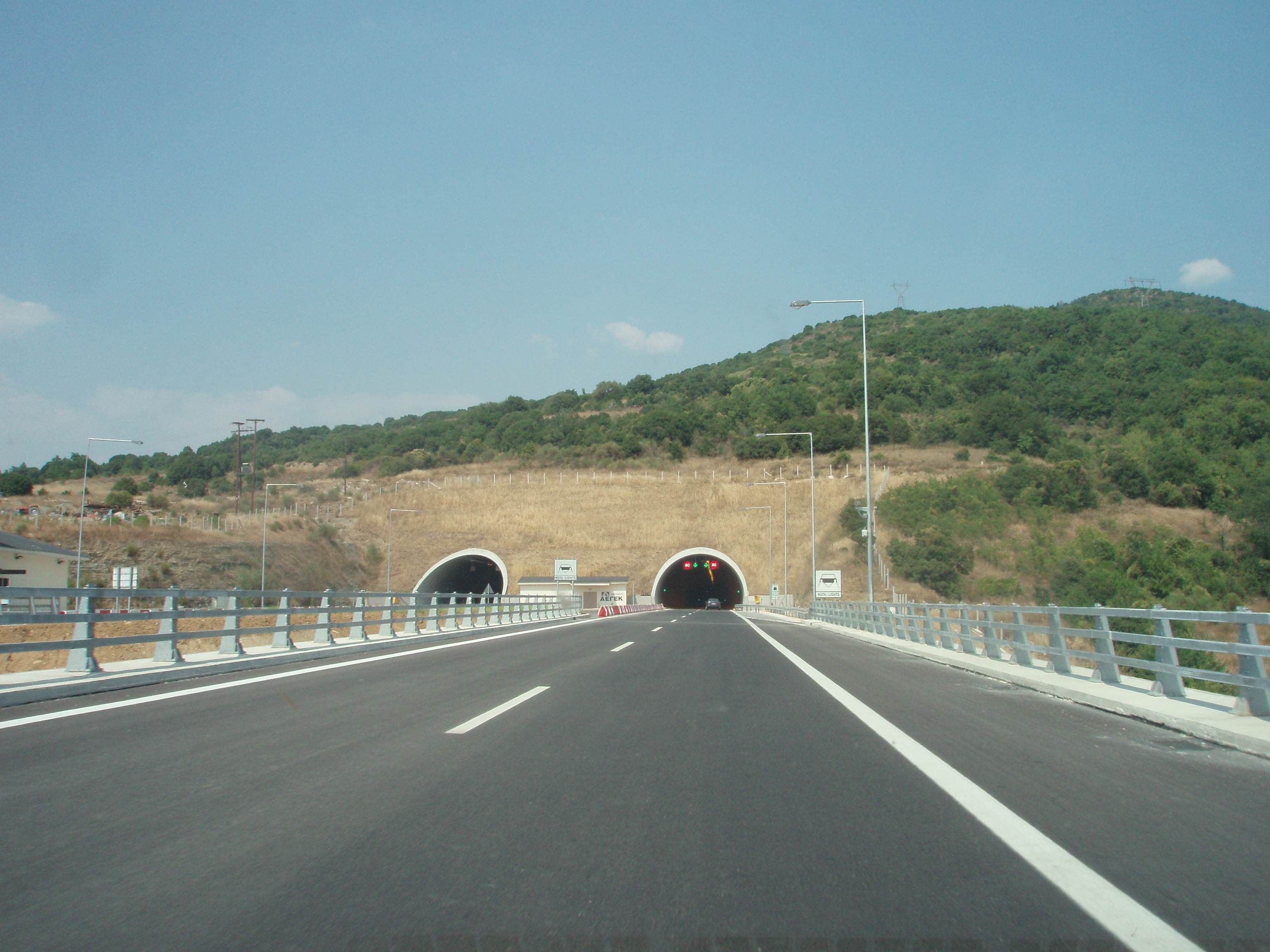
Современная автострада Эгнатия

В Аттике в 2004 завершено строительство скоростной автомагистрали Аттика-Одос, которая соединила пригороды агломерации Афины с международным аэропортом «Элефтериос Венизелос». Она считается одной из самых безопасных автомагистралей в Европе. Расчеты показали, что автомобилисты экономят 2 млн литров топлива в день, пользуясь Аттика-Одос, что ведет к значительной финансовой и неоценимой экологической выгоде. Кроме того, во время строительства дороги Аттика-Одос — самого масштабного строительства в Аттике в новогреческой истории — было обнаружено множество артефактов, которые были переданы археологическом обществу.
В Северный Греции в стадии строительства находятся несколько участков главной автострады страны — Егнатия-Одос (общая протяженность около 680 км). Летом 2009 года открыто движение участка автобана 1, по маршруту Афины — Салоники (восточное побережье) — первая очередь скоростной автомагистрали PATHE — осевого пути, что соединит города Патры, Афины и Салоники.
К категории платных автодорог в Греции принадлежит три автодороги: Этника-Одос — 1/E75, 7/E65 и 8A/E94.
Междугородное автобусное сообщение осуществляется объединением перевозчиков КТЕЛ.

### Мостостроение
В 2004 мост Рио-Антирио (официальное название «Харилаос Трикупис») соединил западный Пелопоннес с западной частью Центральной Греции через Коринфский залив, он стал самым длинным вантовым мостом в Европе (длина 2 880 м).

## Общественный транспорт

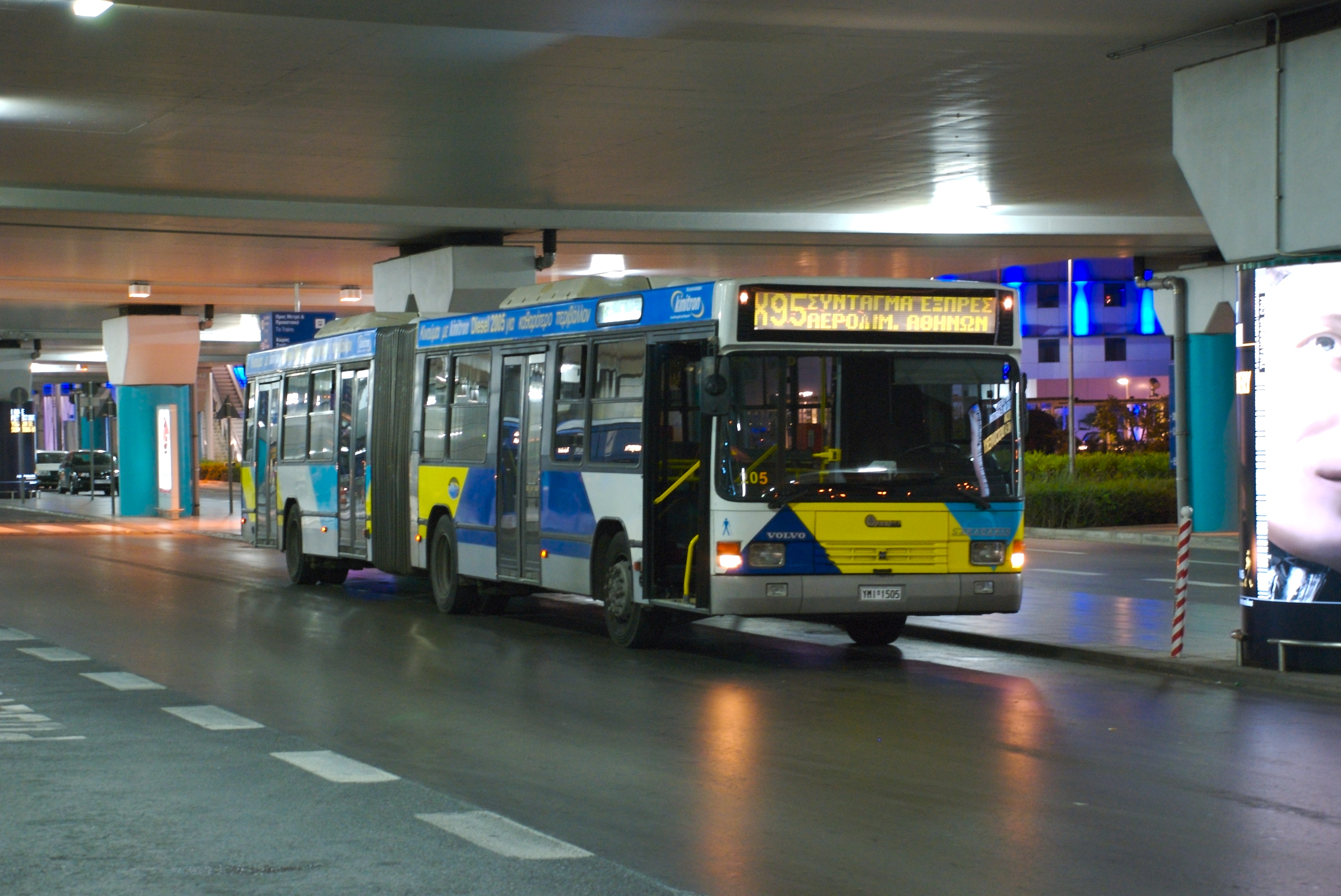
Автобус в Афинах.

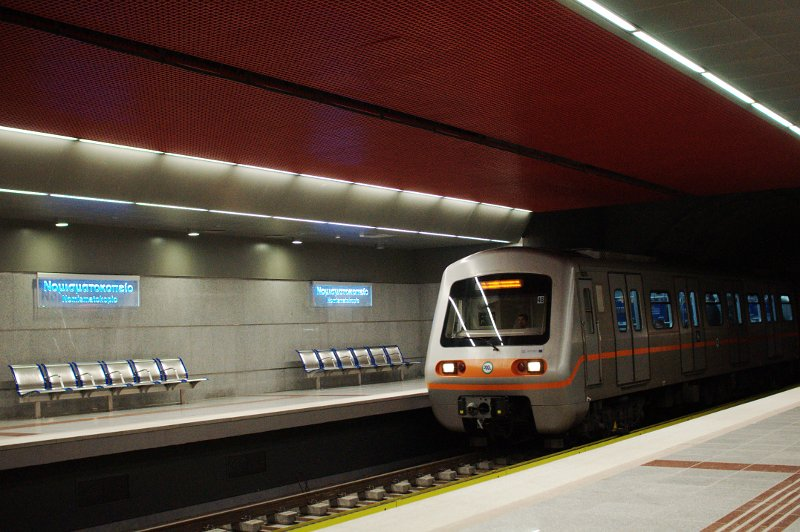
Афинский метрополитен.

Накануне Олимпиады в Греции, особенно в Афинах, был значительно усовершенствован городской общественный транспорт, запущен скоростной пригородный трамвай, введены в эксплуатацию 2-я и 3-я ветки афинского метрополитена. Серьёзно обновлен подвижной состав ветви Проастиакос «Афины-Пирей». Электрическая магистраль последней была продолжена и соединена с национальной железнодорожной сетью.
Вследствие долгового кризиса в 2010 году большинство предприятий общественного транспорта в Греции стали убыточными. Дефицит бюджетов таких компаний, как Организация греческих железных дорог, ИСАП (электрическая железнодорожная линия Пирей — Кифисия), ILPAP (Афинский троллейбус), Ethel, Eas (автобусные линии в Афинах и Салониках), Hellenic Aerospace Industry, Hellenic Tourism Properties (или Hellenic Tourism Development, Εταιρεία Τουριστικής Ανάπτυξης), в период 2007—2009 годов возрос на 31 % и составил 1,7 млрд евро в 2009 году — на 6,3 % выше по сравнению с предыдущим годом, в то время как их долг составляет 12 млрд евро, что также превышает на 10 % соответствующий период 2008 года. В связи с этим, правительство Греции намерено осуществить широкую программу реструктуризации отрасли.

## Водное сообщение
Греческий торговый флот насчитывает 3338 судов с объемом более 1000 брутто-регистровых тонн, на него приходится примерно 20 % ВВП Греции, что делает его крупнейшей отраслью экономики страны. При этом по состоянию на 2010 год греческие судовладельцы владеют 25 % всего мирового флота. Для сравнения, по состоянию на 2001 год они владели 17,4 % мирового флота.
Греческое каботажное судоходство наиболее значимое в Европе. Крупнейшие транснациональные паромные переправы: паромная переправа «Европа — Ближний Восток», паромная переправа Бриндизи — Патры. Главная водная артерия материковой Греции — Коринфский канал длиной 6 км.
Пирейский порт — крупнейший пассажирский порт в Европе, а также третий в мире. В пирейском порту работают паромные компании: Minoan Lines, ANEK Lines, Blue Star Ferries, GA Ferries, NEL Lines, LANE Lines, Aegean Speed Lines, Hellenic Seaways, Louis Cruise Lines, Monarch Classic Cruises и другие. Среди других значительных портов:
- Александруполис
- Элефсин
- Ираклион
- Кавала
- Керкира
- Халкис
- Игуменица
- Лаврион
- Патры
- Пирей
- Салоники
- Волос
- Митилини
- Родос
- Каламата
- Иерапетра
- Нафплион

## Трубопроводы
На территории Греции проложено 547 км продуктопроводов и 26 км нефтепроводов (в том числе нефтепровод Aspropyrgos Refinery, который пересекает Аспропиргос, Скарамангас и другие муниципалитеты Аттики). Продолжается разработка проекта строительства Трансбалканского трубопровода Александруполис — Бургас, который должен был иметь для Греции стратегическое значение, однако Болгария отказалась от проекта.
Греция станет одной из стран, территории которых будет проложена итальянский проект системы газопроводов «Южный поток». 29 апреля 2008 страна присоединилась к проекту. В Москве по итогам переговоров президента России Владимира Путина и премьер-министра Греции Константиноса Караманлиса было подписано межправительственное соглашение о строительстве греческого участка «Южного потока». На территории Греции построят юго-западную наземную ветку трубопровода, которая затем пройдет через Ионическое море в Италию. 7 мая 2010 года «Газпром» и греческая компания DESFA (дочернее предприятие DEPA — государственной корпорации, которая занимается распределением природного газа) подписали в Москве соглашение о строительстве греческого участка газопровода «Южный поток».

## Воздушный транспорт
Всего: 82
- С твердым покрытием: 67 (2004)
  - Полосы длиннее 3 047 м: 5
  - От 2 438 до 3 047 м: 16
  - От 1 524 до 2 437 м: 19
  - От 914 до 1 523 м: 17

Крупнейшими международными авиаперевозчиками Греции были Olympic Air, созданный в 1957г. магнатом Аристотелем Онассисом, и Aegean Airlines, основанная в 1987 году. Однако в 2009 году компании объявили об объединении под названием Olympic Air. Самый крупный внутренний региональный авиаперевозчик — компания Athens Airways, созданная 2009 году, соединяет Афины, Салоники, Митилини и Кавала с основными городами на севере Греции, а также некоторыми греческими островами, выполняет также чартерные рейсы.
Накануне Олимпиады-2004 аэропорты Греции были радикально модернизированы. Строительство новых терминалов и реконструкция аэропорта «Элефтериос Венизелос», сертифицированного Европейским агентством авиационной безопасности и Федеральным управлением гражданской авиации США по перевозкам самолетом Airbus A380, стало важной вехой в деле улучшения международного воздушного сообщения.